# Emil Antoniszyn
Emil Antoniszyn (ur. 13 marca 1942 we Lwowie) – polski ekonomista, doktor habilitowany nauk humanistycznych, nauczyciel akademicki, bankowiec, lekkoatleta, działacz związkowy i polityczny.

## Życiorys

### Kariera sportowa
W młodości był sportowcem. Biegał na średnich dystansach (na 800 m) i wchodził w skład lekkoatletycznej kadry narodowej.

### Wykształcenie i praca zawodowa
W 1968 ukończył studia w Wyższej Szkole Ekonomicznej we Wrocławiu. W 1974 uzyskał stopień naukowy doktora nauk ekonomicznych, a w 1992 otrzymał stopień doktora habilitowanego nauk humanistycznych.
W latach 1966–1968 był referentem ds. planowania finansowego Wydziału Rolnictwa PWRN we Wrocławiu. Następnie krótko pracował jako ekonomista we Wrocławskich Zakładach Drobiarskich. Od 1975 do 1977 był dyrektorem ekonomicznym w Polmozbycie. Przez kolejne trzy lata pracował na stanowisku inspektora w Wojewódzkiej Radzie Związków Zawodowych we Wrocławiu.
W 1981 został adiunktem na Uniwersytecie Śląskim w Katowicach, w 1986 objął tę samą funkcję na Akademii Wychowania Fizycznego w Katowicach, zaś w 1987 na Akademii Ekonomicznej we Wrocławiu. W 1989 został dyrektorem jeleniogórskiego oddziału Łódzkiego Banku Rozwoju, a w 1992 został zatrudniony na tym samym stanowisku w Pomorskim Banku Kredytowym. W latach 1993–1994 kierował oddziałem Banku Cukrownictwa we Wrocławiu. Od 1995 do 2002 pracował w Banku Zachodnim WBK SA.
Od 1996 zaczął też wykładać na uczelniach wyższych. Był profesorem Wyższej Szkoły Zarządzania w Warszawie (1996–1997), Wyższej Szkoły Bankowej w Poznaniu (1997–1998), Wyższej Szkoły Bankowej we Wrocławiu (1998–1999) oraz Wyższej Szkoły Zarządzania i Finansów (1999–2003). W latach 2004–2005 był dziekanem Wydziału Nauk Społecznych Wyższej Szkoły Humanistycznej we Wrocławiu.
W 1998 został kierownikiem Zakładu Teorii Finansów na Uniwersytecie Opolskim.

### Działalność polityczna i związkowa
Należał do Zrzeszenia Studentów Polskich i Związku Młodzieży Wiejskiej. Jest członkiem Polskiego Towarzystwa Ekonomicznego oraz NSZZ „Solidarność” (w latach 2000–2002 zasiadał w Sekcji Bankowej Komisji Krajowej związku).
W wyborach parlamentarnych w 1993 bezskutecznie ubiegał się o mandat poselski z listy komitetu „NOT – Stowarzyszenia Techniczne”. Następnie wstąpił do Krajowej Partii Emerytów i Rencistów. Bez powodzenia kandydował z jej listy do Sejmu w wyborach parlamentarnych w 1997 oraz w wyborach uzupełniających do Senatu w 2000. W wyborach w 2001 także bezskutecznie ubiegał się o mandat senatora z ramienia Komitetu Wyborczego Wyborców Emerytów i Rencistów. W 2003 przeszedł do Samoobrony RP. Objął funkcję przewodniczącego Wojewódzkiego Zespołu Lektorskiego tego ugrupowania. Był też ekspertem tej partii m.in. w sprawie ustawy o NBP. Kandydował z jej rekomendacji w wyborach uzupełniających do Senatu w okręgu wrocławskim w 2004. Zajął w nich szóste miejsce spośród dziesięciu kandydatów. W 2006 wystąpił z Samoobrony RP.
Następnie związany z Polskim Stronnictwem Ludowym, z listy którego bez powodzenia kandydował do rady miasta Wrocławia w wyborach samorządowych w 2006, a w wyborach parlamentarnych w 2007 ubiegał się o mandat posła w okręgu opolskim (otrzymał 339 głosów). Był członkiem honorowego komitetu Waldemara Pawlaka jako kandydata w wyborach prezydenckich w 2010.
W wyborach samorządowych w tym samym roku ponownie bez powodzenia kandydował na radnego rady miasta Wrocławia z listy PSL. W wyborach parlamentarnych w 2011 również bez powodzenia kandydował z ramienia tej partii do Senatu. Otrzymując 4001 głosów, uzyskał ostatnie miejsca spośród pięciu kandydatów. W wyborach samorządowych w 2014 bezskutecznie kandydował na prezydenta Wrocławia, zajmując przedostatnie, 9. miejsce, a także do sejmiku województwa dolnośląskiego.

## Publikacje
- Koordynacja terenowa a system władzy politycznej PRL (1988),
- System gospodarki regionalnej w warunkach reformy gospodarczej (1990) – współautor.

## Życie prywatne
Jest żonaty, ma trzy córki. Jest ojcem Ilony Antoniszyn-Klik, wiceminister gospodarki z PSL.